# Luin
En la mitología china, se le da el nombre de Luin a una hoja impresa muy estimada por los chinos por considerarla una especia de pasaporte o salvoconducto que al morir les ha de facilitar el viaje desde este mundo al otro. 
Esta hoja lleva en uno de sus lados el distintivo o marca de los bonzos, y en el otro la figura del dios Fo en el centro de un gran número de círculos rojos.